# Кемер (Теректинський район)
Кеме́р (каз. Кемер) — село у складі Теректинського району Західноказахстанської області Казахстану. Входить до складу Чаганського сільського округу.
У радянські часи село називалось Мамбетбай, до 2020 року — Соціалізм.
Населення — 443 особи (2021; 529 у 2009, 611 у 1999, 497 у 1989).